# Darkman
Série Darkman
Darkman 2 : Le retour de Durant
(1995)
Pour plus de détails, voir Fiche technique et Distribution.
Darkman est un film américain réalisé par Sam Raimi et sorti en 1990.
Le film rencontre le succès au box-office (surtout américain). Deux suites, réalisées par Bradford May, sortiront directement en vidéo en 1995 et 1996 : Darkman 2 : Le retour de Durant et Darkman 3. Le film engendrera également d'autres produits dérivées comme des comics, jeux vidéo et figurines.

## Synopsis
Peyton Westlake est un généticien de génie qui vit heureux avec sa petite amie Julie Hastings, avocate pour l'entreprise Strack. Le jour où cette dernière récupère un document rapportant les agissements douteux de Louis Strack et que les preuves finissent par arriver dans le laboratoire de Peyton, Louis Strack envoie des tueurs pour le récupérer. Victime d'un massacre sanglant, Peyton survit, bien qu'il soit gravement blessé et défiguré. Grâce à ses travaux sur une peau synthétique, il met en place un plan pour assouvir sa vengeance contre ceux qui l'ont laissé pour mort.

## Fiche technique
- Titre original et français : Darkman
- Réalisation : Sam Raimi
- Scénario : Chuck Pfarrer, Sam Raimi, Ivan Raimi, Daniel Goldin et Joshua Goldin, d'après une histoire de Sam Raimi
- Musique : Danny Elfman
- Photographie : Bill Pope
- Montage : Bud S. Smith (en) et David Stiven (de)
- Décors : Randy Ser
- Costumes : Grania Preston
- Production : Robert G. Tapert
- Sociétés de production : Renaissance Pictures et Universal Pictures
- Distribution : United International Pictures (France), Universal Pictures (États-Unis)
- Budget : 16 millions de dollars[1]
- Pays de production :  États-Unis
- Langue originale : anglais
- Format : couleurs - 1,85:1 - Dolby - 35 mm
- Genre : fantastique, horreur, action
- Durée : 96 minutes
- Dates de sortie[2] : 
  - États-Unis et Canada : 24 août 1990
  - France : 14 novembre 1990
- Film interdit aux moins de 12 ans en France

## Distribution
- Liam Neeson (VF : Michel Papineschi) : Peyton Westlake / Darkman
- Frances McDormand (VF : Michèle Buzynski) : Julie Hastings
- Colin Friels (VF : Philippe Peythieu) : Louis Strack Jr.
- Larry Drake (VF : Jean-Paul Richepin) : Robert G. Durant
- Nelson Mashita (VF : Vincent Violette) : Yakitito
- Jessie Lawrence Ferguson (en) (VF : Mario Santini) : Eddie Black
- Rafael H. Robledo : Rudy Guzman
- Dan Hicks (VF : Jean-Jacques Nervest) : Skip
- Ted Raimi : Rick Anderson
- Dan Bell : Smiley
- Nicholas Worth (VF : Christian Peythieu) : Pauly Mazzucch
- Aaron Lustig : Martin Katz
- Arsenio 'Sonny' Trinidad (VF : Yves Barsacq) : Hung Fat
- Said Faraj : l'employé de la supérette
- Nathan Jung : le guerrier chinois
- John Lisbon Wood (VF : Claude Joseph) : l'employé du stand à la fête foraine
- William Dear : le chauffeur de la limousine au cimetière
- Julius W. Harris : le fossoyeur au cimetière
- Jenny Agutter (VF : Marie-Martine Bisson) : la spécialiste des grands brûlés
- John Landis : un médecin
- Ivan Raimi : un médecin
- Neal McDonough : un docker
- Stuart Cornfeld : un docker
- William Lustig : un docker
- Scott Spiegel : un docker
- Bruce Campbell : le dernier « visage » de Peyton Westlake (apparition à la fin du film - crédité comme « Final Shemp »)
- Joel Coen : le conducteur de l'Oldsmobile (caméo non crédité)

## Production

### Genèse et développement
Sam Raimi souhaite initialement développer une adaptation cinématographique du personnage de The Shadow (il aurait également été intéressé par un projet sur Batman). Ne pouvant obtenir les droits de l’œuvre originale, il crée un personnage inédit appelé Darkman. Il souhaite ici rendre notamment hommage aux films d'horreurs des années 1930 d'Universal Pictures.
Le script passe par plusieurs phases de réécritures et quatre autres scénaristes sont crédités en plus de Sam Raimi : Chuck Pfarrer, Ivan Raimi, Daniel Goldin et Joshua Goldin. Joel et Ethan Coen interviendront eux aussi comme script doctors.

### Attribution des rôles
Avant que le rôle de Peyton Westlake / Darkman ne soit confié à Liam Neeson, Sam Raimi avait tout d'abord pensé à Bruce Campbell, ami de Sam Raimi depuis la trilogie Evil Dead, mais le studio est hésitant sur ce choix. Bruce Campbell tiendra finalement un tout petit rôle dans le film : il incarne Peyton quand il porte un masque, tout à la fin du film. Gary Oldman sera ensuite envisagé. Bill Paxton auditionna également pour le rôle et sera longtemps envisagé.
En ce qui concerne celui de Julie Hastings, la production pensa à Demi Moore et Bridget Fonda, et avant de préférer Pretty Woman (1990), Julia Roberts auditionna également pour ce dernier.
Kathy Bates devait initialement incarner la spécialiste des grands brûlés mais quitte le projet peu avant le tournage. Jenny Agutter est alors engagée sur les conseils de John Landis. Ce dernier apparaît d'ailleurs en caméo dans le rôle d'un docteur, tout comme dans Spider-Man 2, autre film de Sam Raimi.
Le rôle de Louis Strack Jr. a été proposé à Richard Dreyfuss et James Caan, qui le refusent tous les deux.

### Tournage
Le tournage a lieu d'avril à août 1989. Il se déroule  à Los Angeles (cimetière Angelus-Rosedale, Downtown, San Pedro, Chinatown) à Toronto (station de métro Lower Bay) et Altadena.

## Bande originale
La musique du film est composée par Danny Elfman. L'album sort en 1990, sous le titre Darkman - Original Motion Picture Soundtrack. La chanson Give It To Me est interprétée par Judy Valenti.

## Accueil

### Critique
Le film reçoit des critiques globalement positives. Sur l'agrégateur américain Rotten Tomatoes, il récolte 84% d'opinions favorables pour 61 critiques et une note moyenne de 6,88⁄10. Sur Metacritic, il obtient une note moyenne de 65⁄100 pour 15 critiques.

### Box-office
Le film rencontre le succès commercial. Il récolte près de 49 millions de dollars au box-office mondial, pour un budget de 16 millions. En France, le film ne rencontre cependant pas un immense succès.
| Pays ou région    | Box-office      | Date d'arrêt du box-office | Nombre de semaines |
| ----------------- | --------------- | -------------------------- | ------------------ |
| États-Unis Canada | 33 878 502 $    | 21 septembre 1990          | 5                  |
| France            | 188 350 entrées | -                          | -                  |
| Total mondial     | 48 878 502 $    | -                          | -                  |

## Distinctions
- Festival international du film de Catalogne en 1990 : prix du meilleur réalisateur et des meilleurs effets spéciaux[9]
- Saturn Awards 1991 : nomination aux prix du meilleur film d'horreur, meilleur réalisateur, meilleur acteur (Liam Neeson), meilleur second rôle masculin (Larry Drake) et meilleurs maquillages (Tony Gardner et Larry Hamlin), par l'Académie des films de science-fiction, fantastique et horreur en 1991

## Suites et produits dérivées
Bradford May réalise les deux suites du film, qui sortent directement en vidéo en 1995 et 1996 : Darkman 2 : Le retour de Durant et Darkman 3. L'acteur sud-africain Arnold Vosloo y reprend le rôle de Liam Neeson.

### Jeu vidéo
Le jeu vidéo Darkman est développé et publié par Ocean Software. Il sort en 1991 sur NES, Commodore 64, Amstrad CPC, Amiga, Game Boy, ZX Spectrum et Atari ST. Il reprend principalement l'intrigue du film.

### Comics
En 1990, Marvel Comics publie une adaptation en comics en 3 volumes de Darkman. En 1993, Darkman revient dans une mini-série de 6 volumes, toujours chez Marvel Comics. En 2006, Dynamite Entertainment édite Darkman vs. Army of Darkness, un crossover mêlant deux univers des films de Sam Raimi : Darkman et Evil Dead.

### Télévision
En 1992, Universal Television finance un épisode pilote de 30 minutes inspiré du film, en vue d'une diffusion sur Fox. Réalisé par Brian Grant, le pilote revient sur les origines — quelque peu modifiées — du personnages et introduit de nouveaux personnages. Christopher Bowen (en) y incarne Peyton Westlake/Darkman, Larry Drake reprend son rôle de Robert G. Durant alors que Kathleen York incarne une policière nommée Jenny. Le projet de série restera à l'état de pilote et la série ne sera jamais commandée.

### Romans
Randall Boyll écrit la novélisation du film. Le roman est publié par Jove Books en 1990. En 1994, Randall Boyll revient avec une série 4 romans chez Pocket Books (The Hangman, The Price of Fear, The Gods of Hell et In the Face of Death).

## Sortie en vidéo
Le film a fait l'objet de plusieurs éditions :
DVD
- Darkman (DVD-9 Amaray) sorti le 22 février 2000 édité par Universal Pictures France et distribué par Gaumont Columbia TriStar Home Vidéo. Le ratio écran est en 1.85:1 panoramique 16:9. L'audio est en Français, Anglais, Espagnol, Allemand, Italien Tchèque en 2.0 et Polonais en 1.0. Les sous-titres sont en Français, Anglais, Allemands, Portugais, Danois, Finlandais, Norvégiens, Suédois et Néerlandais. En supplément la bande annonce d'époque en VOST. Il s'agit d'une édition Zone 2 Pal[12].

- Darkman (DVD-9 Keep Case) sorti le 18 novembre 2003 édité par Universal Pictures France et distribué par Universal Pictures Vidéo. Les caractéristiques techniques sont identiques à l'édition parue en 2000. En suppléments : la bande annonce en VOST, les notes de productions et les filmographies des acteurs.Il s'agit d'une édition Zone 2 Pal[13].

- Darkman (DVD-9 Keep Case) sorti le 12 juillet 2010 édité par Universal Pictures France et distribué par Seven7. Les carastéristiques sont identiques à l'édition de 2003. Les suppléments sont aussi identiques à l'édition de 2003. Il s'agit d'une édition Zone 2 Pal[14].

Blu-ray
- Darkman édition ultime (Boitier format bande dessinée) sortira le 7 novembre 2017 édité par L'Atelier d'images et distribué par Arcadès. Le ratio écran est en 1.85:1 panoramique 16:9 natif 1080p AVC. L'audio est en Anglais 5.1 et Français 2.0 DTS HD. La présence de sous-titres français est incluse. En suppléments : 
  - Darkman aujourd'hui (Documentaire "Darkman : Sam Raimi et ses influences" (15 min),
  - Documentaire "L'univers de Darkman" (VOST 16 min),
  - Interview Liam Neeson (VOST 7 min),
  - Interview Frances McDormand (VOST 10 min),
  - Interview de Larry Drake (VOST 15 min),
  - Interviews de Dan Bell et Danny Hicks (VOST 12 min),
  - Interview responsable du maquillage (VOST 13 min)),
  - Darkman hier (Interview de Sam Raimi (VOST 28 min),
  - Interview de Liam Neeson (VOST 33 min),
  - Interview de Frances McDormand (VOST 25 min),
  - Interview de Colin Friels (VOST 15 min),
  - Maling of d'époque (VOST 8 min),
  - Bande annonce (VOST 2 min),
  - Spots TV (VOST 4 min),
  - Storyboards (98 planches),
  - Galerie de photos (Coulisses (55),
  - maquillage (6),
  - affiches et photos presse (23),
  - photos du tournage (102).

Le film est présenté avec ses deux suites aussi en haute définition. Il s'agit d'une édition Zone B